# Aya Shōoto
Aya Shōoto (japanisch 硝音 あや Shōoto Aya; * 25. Dezember in Japan) ist eine japanische Mangaka und Illustratorin. Ihr bedeutendstes Werk ist die von 2013 bis 2019 erschienene Manga-Serie The Demon Prince, die 2024 als Anime verfilmt wurde.

## Werdegang und Werk
In den 1990er Jahren sowie noch in den 2000ern nach ihrem professionellen Debüt veröffentlichte Aya Shōoto Geschichten zu Serien anderer Künstler im Selbstverlag, sogenannte Dōjinshi. Ihre professionelle Karriere als Manga-Zeichnerin begann 1999 mit dem Einzelband Suki!, der wie einige der darauf folgenden Serien und kurzen Geschichten dem Genre Boys Love zuzuordnen ist. 2005 erschien als Ausnahme der Fantasy-Shōnen-Manga Noeru Evolution. 2007 erschien mit Epitaph auch ein Yuri-Manga aus ihrer Feder. 2007 trug sie zusammen mit anderen Zeichnerinnen zu einer Anthologie von Kurzgeschichten zur erfolgreichen Manga- und Animeserie Code Geass: Lelouch of the Rebellion bei, die sich an die weiblichen Fans richtete.
2008 startete mit Stray Love Hearts Shōotos erste länger laufende Serie, die fünf Bände erreichen sollte und als erste auch ins Deutsche übersetzt wurde. Von da an verlegte sie sich auf romantische Mystery- und Fantasy-Geschichten in klassischen Shōjo-Magazinen, die sich an Mädchen richten. Es folgten weitere längere Serien, ehe 2013 The Demon Prince startete. Der 2019 abgeschlossene Manga ist Shōotos erfolgreichstes Werk, das 16 Bände erreichte, in viele Sprachen übersetzt wurde und 2024 eine Umsetzung als Anime erhielt. Seit 2023 erscheint eine Fortsetzung dieser Serie. Neben ihren eigenen Serien entwarf sie für den Manga Kōtei Heika no Osewa-gakari, der seit 2021 erscheint, das Charakterdesign. Auf Deutsch erscheinen ihre Serien bei Carlsen Manga.
Die deutsche Zeitschrift AnimaniA charakterisiert die Zeichnerin als eine „ausgewiesene Expertin für alles, was romantisch glänzt und funkelt“.

## Bibliografie (Auswahl)
- Suki! (1999, 1 Band)[2]
- Nosferatu Kiss (2001, Kurzgeschichte)
- Himitsu de, Hanazono. (秘密で、花園。, 2005, 1 Band)
- Noeru Evolution (秘密で、花園。, 2005, 1 Band)
- Ore tte, Tenshi (のえる☆evolution, 2005, 1 Band)
- Epitaph (2007–2008, 1 Band)
- Stray Love Hearts (2008–2010, 5 Bände)
- Kiss of Rose Princess (薔薇嬢のキス Barajō no Kiss, 2008–2011, 9 Bände)
- He’s My Vampire (純血+彼氏 Junketsu + Kareshi, 2010–2014, 10 Bände)
- Super Darling! (2012, 2 Bände)
- The Demon Prince (百千さん家のあやかし王子 Momochi-san Chi no Ayakashi Ōji, 2013–2019, 16 Bände)
- Chōchō Jiken (蝶々事件, 2016–2018, 4 Bände)
- Tsukigami to Bonbon (憑き神とぼんぼん, 2018–2020, 3 Bände)
- Otome no Omocha (オトメのオモチャ, 2020–2021, 3 Bände)
- Kagetoki-sama no Kurenai Kōkyū (影時さまのくれなゐ後宮, 2021–2023, 2 Bände)
- Momochi-san Chi no Ayakashi Ōji: Tsugu (seit 2023)